# Giải quần vợt Wimbledon 2021 - Đôi nam xe lăn
Joachim Gérard và Stefan Olsson là đương kim vô địch, nhưng Olsson không vượt qua vòng loại. Gérard đánh cặp với Tom Egberink, nhưng thua trong trận chung kết trước Alfie Hewett và Gordon Reid, 5–7, 2–6.

## Hạt giống
1. Alfie Hewett /  Gordon Reid (Vô địch)
2. Stéphane Houdet /  Nicolas Peifer (Bán kết)

## Kết quả

### Từ viết tắt
| - Q = Vòng loại - WC = Đặc cách - LL = Thua cuộc may mắn - Alt = Thay thế - SE = Miễn đặc biệt | - PR = Bảo toàn thứ hạng - w/o = Thắng nhờ đối thủ rút lui trước trận đấu - r = Bỏ cuộc giữa trận đấu - d = Bị xử thua - SR = Xếp hạng đặc biệt |

### Chung kết
|  | Bán kết | Bán kết                          | Bán kết | Bán kết                     | Bán kết |                          |   | Chung kết | Chung kết | Chung kết | Chung kết | Chung kết |  |
|  |         |                                  |         |                             |         |                          |   |           |           |           |           |           |  |
|  | 1       | Alfie Hewett Gordon Reid         | 6       | 7                           |         |                          |   |           |           |           |           |           |  |
|  | 1       | Alfie Hewett Gordon Reid         | 6       | 7                           |         |                          |   |           |           |           |           |           |  |
|  |         | Gustavo Fernández Shingo Kunieda | 2       | 5                           |         |                          |   |           |           |           |           |           |  |
|  |         | Gustavo Fernández Shingo Kunieda | 2       | 5                           | 1       | Alfie Hewett Gordon Reid | 7 | 6         |           |           |           |           |  |
|  |         |                                  |         |                             |         | Alfie Hewett Gordon Reid | 7 | 6         |           |           |           |           |  |
|  |         |                                  |         | Tom Egberink Joachim Gérard | 5       | 2                        |   |           |           |           |           |           |  |
|  |         | Tom Egberink Joachim Gérard      | 3       | Tom Egberink Joachim Gérard | 5       | 2                        | 6 | 6         |           |           |           |           |  |
|  |         |                                  |         |                             |         |                          |   | 6         |           |           |           |           |  |
|  | 2       | Stéphane Houdet Nicolas Peifer   | 6       | 4                           | 2       |                          |   |           |           |           |           |           |  |